# Leia rubrithorax
Leia rubrithorax är en tvåvingeart som beskrevs av Toyohi Okada 1939. Leia rubrithorax ingår i släktet Leia och familjen svampmyggor. Inga underarter finns listade i Catalogue of Life.